# M/T Sveti Krševan
M/T Sveti Krševan je trajekt za lokalne linije u sastavu flote hrvatskog brodara Jadrolinije. Izgrađen je 2004. u brodogradilištu Kraljevica, za potrebe linija zadarskog okružja, gdje je i plovio do 2007. kada dolazi M/T Juraj Dalmatinac. Plovi na liniji Orebić - Korčula (Dominče) .
M/T Sveti Krševan je kapaciteta 100 automobila i 600 putnika.

## Vanjske poveznice
|  | Zajednički poslužitelj ima još gradiva o temi M/T Sveti Krševan |